# Judit Temes
Judit Temes (n. 10 octombrie 1930, Sopron, Comitatul Sopron, Ungaria – d. 11 august 2013, Budapesta, Ungaria) a fost o înotătoare ce a reprezentat Ungaria, medaliată olimpică. A participat la o ediție a Jocurilor Olimpice (1952) în care a câștigat o medalie de aur și o medalie de bronz.